# Göktyta
Göktyta (Jynx torquilla) är en hackspett som främst häckar i tempererade regioner i Europa och Asien. Absoluta merparten är flyttfåglar som övervintrar i tropiska Afrika och södra Asien, från Iran till Indiska subkontinenten, men några är stannfåglar i nordvästra Afrika och på öar i Medelhavet.

## Utseende, fältkännetecken och läte
Göktytan är 17–19 cm lång och har ett vingspann på 25–27 cm. På ovansidan är den askgrå med rostbrun anstrykning och finspräcklig av brunt, rostgult och svart. Från nacken till ryggens mitt går ett brett, svartaktigt band. De undre kroppsdelarna är vitaktiga, med rostgul anstrykning på strupen och framhalsen och har svarta tvärlinjer. Bröstet och magen är beströdda med små, trekantiga, svartaktiga fläckar. Vingarna är fläckiga av svartaktigt och rostgult. Stjärten är spräcklig av grått och brunt samt försedd med glesa, svarta tvärstreck.
Göktytans flykt är vågformig och den lägger vingarna nära kroppen i vågdalarna. Till skillnad från de flesta andra hackspettar befinner den sig ofta på marken.
Göktytans läte är ett gällt och lättigenkännligt "ty-ty-ty-ty-ty-ty", som kan förväxlas med den mindre hackspettens läte, och hörs under häckningsperioden.

## Utbredning och underarter
Göktytan häckar främst i tempererade regioner i Europa och Asien. Absoluta merparten är flyttfåglar som övervintrar i tropiska Afrika och södra Asien, från Iran till Indiska subkontinenten, men några är stannfåglar i nordvästra Afrika och på öar i Medelhavet.

### Flyttning
Merparten av världspopulationen av göktyta är flyttfåglar och det är den enda långflyttaren bland de europeiska hackspettarna. Det finns två flyttstreck - ett västerut över Spanien och ett österut över Balkanhalvön och Egeiska övärlden. Populationerna från Norra Skandinavien flyttar över Storbritannien, där några individer ofta försöker övervintra - ibland lyckosamt. De huvudsakliga övervintringsområdena för europeiska göktytor ligger i Afrika söder om Sahara, men inte längre söderut än Kongo-Kinshasa eller Kamerun. De central- och ostasiatiska populationerna övervintrar huvudsakligen i Indien.

### Underarter
Göktytan delas vanligen in i sex underarter med följande utbredning:
- nordeuropeisk göktyta[4] Jynx torquilla torquilla – häckar från västra Europa (förutom där tschusii förekommer) österut till Uralbergen och söderut till Turkiet och Kaukasus; övervintrar till centrala Afrika och Indien
- Jynx torquilla sarudnyi – häckar i västra Sibirien, från Uralbergen österut till Altaj och Jenisej
- Jynx torquilla chinensis – häckar i östra Sibirien (öster om Jenisej), österut till Sachalin och norra Japan (Hokkaido), söderut till norra Mongoliet och nordöstra Kina; övervintrar i ett område från Nepal och nordöstra Indien till sydöstra Kina, Indokina och södra Japan
- Jynx torquilla himalayana – häckar i nordvästra Himalaya; övervintrar söderut till lägre liggande områden i södra Indien
- Jynx torquilla tschusii – häckar i Italien, på Sardinien, Korsika och utmed Adriatiska havets östkust; övervintrar i Afrika
- Jynx torquilla mauretanica – stannfågel i nordvästra Afrika

### Förekomst i Sverige
I Sverige häckar arten allmänt ända upp till Jämtland. Den flyttar från Sverige i slutet av augusti och kommer tillbaka i april eller maj.

## Ekologi
Göktytan vistas i öppna skogar och lundar samt i större trädgårdar och parker, men häckar även på torra nyupptagna hyggen. Den är aktiv på dagen och under häckningstiden sitter den ofta vid ingången till boet som placeras i en trädhåla. I motsats till de flesta andra hackspettar klättrar göktytan nästan inte alls utan hoppar mest på marken. Den har stor förmåga att sträcka ut halsen och vrida på huvudet. Utanför häckningstiden uppträder den oftast enstaka. Under flyttningen uppträder den ofta på sandig mark där den födosöker efter myror.

### Häckning

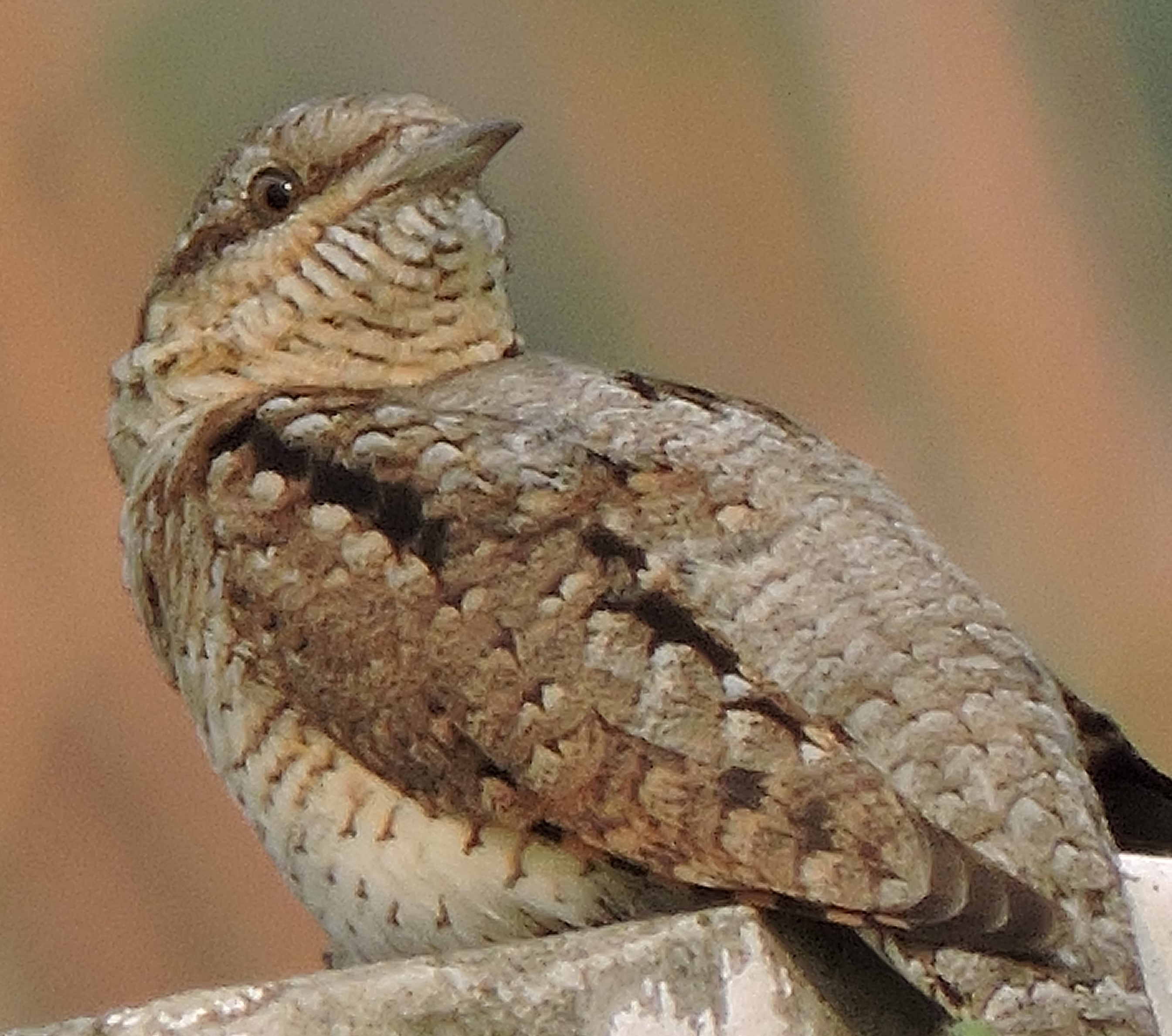
Göktyta i Punjab, Indien.

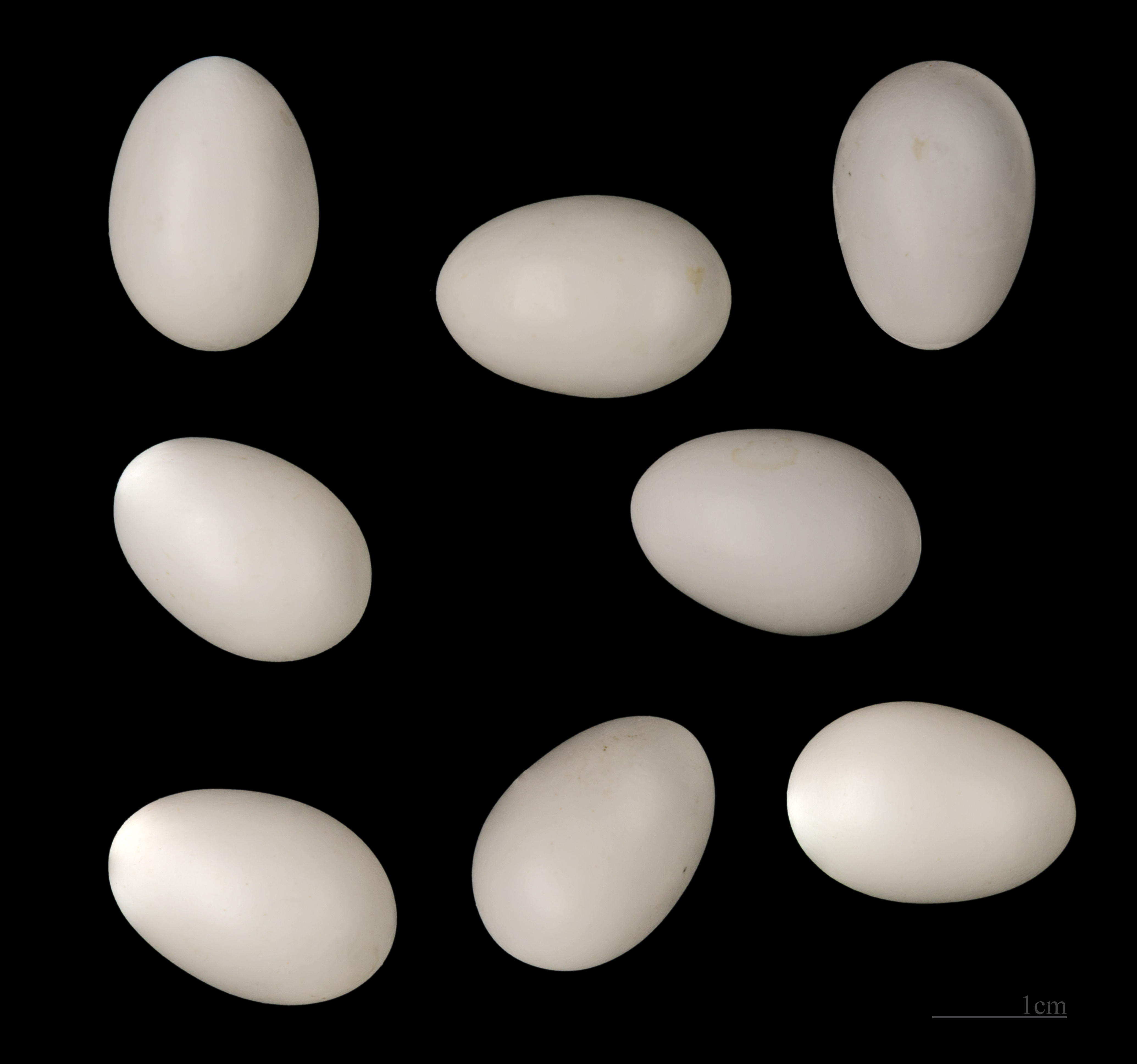
Ägg av göktyta ur Muséum de Toulouses samling.

Göktytan bygger inga egna bon utan använder naturliga håligheter i träd eller hål som andra hackspettar gjort. Den kan också använda utsatta fågelholkar. Ofta jagar den bort andra fåglar från bon, men den kan också själv bli bortjagad av större hackspetten. Den inreder inte sitt bo, utan lägger äggen direkt på underlaget. Äggen är oftast sex till tio till antalet, men många undantag finns. Om den första häckningen inte lyckas kan en andra häckning ske. Detta görs oftare i populationer längre söderut. Den häckar i ungefär två veckor och ungfåglarna stannar sedan i boet i cirka 20 dagar. Därefter lever de tillsammans med föräldrarna i två veckor till.

### Föda
Dess föda utgörs av insekter och larver som den med sin långa, klibbiga, utsträckbara tunga drar fram ur springor och hål i träden samt uppsöker på marken. Den äter särskilt myror, men också bladlöss, fjärilslarver, skalbaggar och ibland frukt och bär. Ibland öppnar den myrstackar med näbben. Det som den inte kan äta spottar den ut i spybollar.

## Status och hot
Arten har ett stort utbredningsområde och en stor population, men tros minska i antal, dock inte tillräckligt kraftigt för att den ska betraktas som hotad. Internationella naturvårdsunionen IUCN kategoriserar därför arten som livskraftig (LC). Världspopulationen uppskattas till mellan tre och 7,2 miljoner häckande individer.

### Status i Sverige
Göktytan var tidigare rödlistad i Sverige. I 2000 års upplaga av Artdatabankens rödlista kategoriserades den som sårbar och 2005 som nära hotad. Sedan 2010 är den dock avförd från listan och anses ha en livskraftig population. Beståndet i Sverige uppskattas till 25.000 par.

## Göktytan och människan

### Namn
Dess vetenskapliga artepitet härstammar från latinets torquêo som betyder "jag vrider", vilket anspelar på dess förmåga att vrida huvudet bakåt. Äldre dialektala namn för göktyta är gaukpäit på Gotland såvipa på Orust och såvippa i trakterna av Lilla Edet. Namnet göktyta sägs härstamma från att dess läte om våren antydde gökens snara ankomst.

### I kulturen
Fågeln är en symbol för passionerad och rastlös kärlek. I grekisk mytologi var Iynx en nymf, dotter till Echo som utövade häxkonster och som fick Jupiter att bli förälskad i Aurora. Göktytan är omskriven av både Plinius den äldre och Ambrogio Calepino för att besitta magiska krafter och ska ha använts inom trolldom, speciellt för kärleksbrygder.
Göktytans förmåga att sträcka på halsen och vända huvudet bakåt har givit fågeln dess tyska trivialnamn Wendehals, ett ord som även användes om personer som snabbt bytte politisk ståndpunkt under die Wende, vilket var perioden i slutet av DDR:s existens då man övergick från socialism och planekonomi till marknadsekonomi och kapitalism. Sedan dess har ordet även fått betydelsen "opportunist".[källa behövs]
På vissa håll var fågeln illa omtyckt. I Gotlands fåglar från 1909 av Henrik Hasselgren skriver han:
| ” | Den täcka göktytan är en skadlig fågel och af en otreflig natur på flerhanda sätt. Så förgriper hon sig ofta på småfåglars ägg och ungar, och i sitt bo håller hon mycket orent. | „ |

I den grekiska mytologin är göktytan mångudinnans rituella fågel.